# 140 Tauri
140 Tauri är en vit stjärna i Oxens stjärnbild.
140 Tau har visuell magnitud +7,06 och befinner sig på ett avstånd av ungefär 590 ljusår.